# Don't Let Me Be the Last to Know
„Don't Let Me Be the Last to Know” este un cântec al interpretei americane Britney Spears pentru cel de-al doilea ei album de studio, Oops!... I Did It Again (2000). Compoziția a fost lansată ca al patrulea și ultimul disc single extras de pe album la 15 ianuarie 2001, sub egida casei de discuri Jive Records. După ce s-a întâlnit cu producătorul Robert John „Mutt” Lange în Elveția, Spears a început să înregistreze numeroase melodii pentru album, inclusiv „Don't Let Me Be the Last to Know”, pe care Spears o consideră una dintre piesele ei preferate de pe disc. O parte din versuri au fost compuse de chitaristul Keith Scott și cântăreața de muzică country-pop Shania Twain. Balada teen-pop vorbește despre o femeie care își dorește să audă de la iubitul ei că o iubește și că are nevoie de ea, piesa conținând elemente similare din cântecul „China Girl” (1983) a lui David Bowie și Iggy Pop.
„Don't Let Me Be the Last to Know” a primit recenzii pozitive din partea criticilor de specialitate, aceștia considerând cântecul o abatere potrivită de la genul muzical al albumului, și lăudând totodată vocea lui Spears, prin comparație cu Twain și Stevie Wonder. Piesa a obținut un succes comercial moderat, ocupând primul loc în România și devenind un șlagăr de top 10 în Austria, Europa și Elveția, clasându-se totodată în top 20 în alte țări europene. „Don't Let Me Be the Last to Know” a fost lansat doar spre difuzare radio în Statele Unite; prin urmare, piesa nu a reușit să ajungă în niciun clasament.
Un videoclip muzical regizat de Herb Ritts o prezintă pe Spears în scene de iubire cu iubitul ei fictiv, rol jucat de modelul francez Brice Durand. Adevăratul iubit a lui Spears la acea vreme, Justin Timberlake, s-a declarat supărat din cauza scenelor cu săruturi, totodată mama lui Spears, Lynne, considerând videoclipul prea indecent datorită scenelor sexuale explicite. Unele părți ale videoclipului au fost editate înainte de lansarea propriu-zisă la 2 martie 2001. Pentru a-și promova cântecul, Spears a interpretat „Don't Let Me Be the Last to Know” la emisiunile TRL, Saturday Night Live, și The View. Piesa a fost, de asemenea, inclusă în lista de cântece pentru patru turnee ale ei. Single-ul a fost nominalizat la premiile Nickelodeon Kids' Choice Awards la categorie „Cel mai bun cântec” în 2002. Spears a numit „Don't Let Me Be the Last to Know” una din piesele ei preferate din carieră.

## Informații generale
În 1999, Spears a început să lucreze la cel de-al doilea ei album de studio, Oops!... I Did It Again (2000), în Suedia și Elveția. După ce s-a întâlnit cu Robert Lange în Elveția, cântăreața a început să înregistreze mai multe cântece pentru album, printre care „Don't Let Me Be the Last to Know”. După ce a terminat de compus piesa, Spears a dezvăluit într-un interviu pentru Billboard că „în primul album, nu mi-am demonstrat abilitățile vocale. Piesele au fost grozave, însă nu au fost foarte solicitante. Acest cântec este incredibil. Îi va surprinde pe oameni în cel mai bun mod”. „Don't Let Me Be the Last to Know” a fost compus și produs de Robert Lange, o parte din versuri fiind compuse de fosta lui soție, Shania Twain, și Keith Scott. Spears a înregistrat vocea pentru piesă între lunile noiembrie și decembrie ale anului 1999, la castelul lui Robert Lange și Shania Twain în La-Tour-de Peilz, Elveția, mixajul fiind realizat mai târziu de Nigel Green. Cory Churko, Kevin Churko și Richard Meyer s-au ocupat de programare. În timpul unui concert live în Hawaii, inclus pe cel de-al doilea album video al solistei,  Live and More! (2000), Spears a susținut că „Don't Let Me Be the Last to Know” este una dintre piesele ei favorite de pe Oops!... I Did It Again. Cântecul a fost lansat la 17 ianuarie 2001 ca ultimul disc single extras de pe album.

## Structura muzicală și versurile
„Don't Let Me Be the Last to Know” este o baladă pop cu o durată de trei minute și 51 de secunde. Piesa este scrisă în tonalitatea Mi major și are un tempo de 76 de bătăi pe minut. Vocea lui Spears variază de la nota Fa♯3 la înalta notă Re♯5. Un recenzent de la NME a spus că piesa ia riff-ul cântecului „China Girl” (1983) a lui David Bowie și Iggy Pop și este „pus peste un bas sentimental cu corzile unui film de dragoste”. Tom Terrell de la MTV a comparat riff-ul cu varianta cover a piesei „Sukiyaki” (1981) realizată de trupa A Taste of Honey. De asemenea, Terrell a fost de părere că „refrenul ce aduce aminte de Eagles” conține „ritmul unei balade puternice din anii '80”, iar „Britney cântă cu o voce plină de emoție și suflet, asemănătoare cu cea a lui Stevie Wonder (în piesa «Knocks Me Off My Feet») și a Shaniei însăși”.
Stephanie McGrath de la Jam! a spus că piesa este „o pauză bună de la «baby baby-urile», «yeah yeah-urile» și bătăile tobelor insistente care acoperă celelalte cântece” din Oops!. David Veitch de la Calgary Sun a comparat vocile de fundal cu „shoo-be-doo-doo-urile frumoase și de modă veche”. Din punct de vedere al versurilor, „Don't Let Me Be the Last to Know” face aluzie la modul în care Spears își dorește să audă de la iubitul ei că acesta are mereu nevoie de ea și că o iubește. Cântăreața a considerat piesa „simplă și delicată”. „E unul dintre acele cântece care te atrage. De asta îmi place, și îmi place, bineînțeles, să-l și cânt”. Solista a mai adăugat: „Cred că l-au compus special pentru mine deoarece, versurile piesei, dacă le asculți într-adevăr... sunt mai mult decât aș putea să spun, sunt un fel de versuri tinerești, cred. Nu cred că Shakira ar cânta cuvintele pe care eu le rostesc”.

## Receptare

### Critică
„Don't Let Me Be the Last to Know” a primit recenzii pozitive din partea criticilor de specialitate. Stephen Thomas Erlewine de la Allmusic a considerat că piesa este „o baladă dulce și sentimentală”, alături de alte balade de pe albumul Oops!... I Did It Again, în timp ce un redactor de la Rhapsody le-a considerat „balade construite perfect”. Stephanie McGrath de la publicația Jam! a numit cântecul „cea mai bună vitrină a talentelor lui Spears”, iar un redactor de la revista NME a considerat piesa „absolut înfricoșătoare”. Tracy E. Hopkins de la Barnes & Noble a opinat că „Don't Let Me Be the Last to Know” este o „baladă șlefuită”, lăudând-o pe Shania Twain pentru compoziție. Jurnalistul de la Billboard, Michael Paoletta, a observat că, deși Spears nu are abilitățile vocale ale „colegelor Jessica Simpson și Christina Aguilera, ea are un stil pe care îl recunoști instantaneu, și Oops!... indică faptul că își dezvoltă sufletul și profunzimea emoțională”, comentând mai târziu că acest lucru poate fi confirmat cu „balada de succes compusă de Shania Twain, «Don't Let Me Be the Last to Know»”. În timpul recenziei turneului Femme Fatale Tour din 2011, Jocelyn Vena de la MTV a considerat acest cântec și „Toxic” „hituri old-school”. Piesa a fost nominalizată la premiile Nickelodeon Kids' Choice Awards, la categoria „Cel mai bun cântec”, în anul 2002.

### Comercială
„Don't Let Me Be the Last to Know” nu a fost disponibil în format comercial în Statele Unite, cântecul fiind lansat doar spre difuzare radio la 2 aprilie 2001. Astfel, piesa nu a reușit să ajungă în niciun clasament din Statele Unite. Cu toate acestea, „Don't Let Me Be the Last to Know” a fost un succes comercial în Europa, clasându-se pe locul 9 în European Hot 100 Singles, la 14 aprilie 2001. Piesa a devenit un șlagăr de top 10 în Austria și Elveția, și s-a clasat în top 20 în Belgia (Flandra), Finlanda, Irlanda, Norvegia și Suedia. În Regatul Unit, piesa a debutat pe locul 12 la 7 aprilie 2001, părăsind clasamentul UK Singles Chart după opt săptămâni. „Don't Let Me Be the Last to Know” a obținut un succes comercial remarcabil în România, ocupând prima poziție a clasamentului Romanian Top 100 timp de două săptămâni consecutive și devenind, de asemenea, al treilea cel mai difuzat cântec la posturile de radio din anul 2001. Deși în Danemarca piesa a ocupat locul 14, „Don't Let Me Be the Last to Know” a fost premiat cu discul de aur de către International Federation of the Phonographic Industry (IFPI) pentru vânzarea a 5.000 de unități în regiune. Cu toate că piesa nu a fost lansată în Australia, single-ul a fost inclus ca disc bonus într-o versiune limitată a albumului Oops!... I Did It Again lansat în țară.

## Videoclipul
Videoclipul muzical pentru cântecul „Don't Let Me Be the Last to Know” a fost regizat de fotograful american Herb Ritts, și a fost filmat la Key Biscayne în Miami, Florida în ultima săptămână a lunii ianuarie 2001. Spears a dezvăluit că a fost inspirată de videoclipul artistei Janet Jackson, „Love Will Never Do (Without You)” (1990), atunci când l-a ales pe Ritts drept regizor. Potrivit acestuia, cântăreața „și-a dorit să facă ceva nou. A fost o singură costumație și niciun dans, fapt care a limitat-o. Chiar a trebuit să joace teatru, și a fost foarte impresionant”. Ritts a mai dezvăluit faptul că videoclipul a fost creat într-o „casă înfricoșătoare pe plajă”, similar cu videoclipul Madonnei pentru piesa „Cherish” și videoclipul lui Chris Isaak pentru piesa „Wicked Game” (1989). „Povestea videoclipului este, în mare parte, despre Britney, dorind să-i spună iubitului acele cuvinte”, a afirmat Ritts care s-a declarat impresionat de chimia dintre cântăreață și iubitul ei fictiv, rol jucat de modelul francez Brice Durand. Adevăratul iubit a lui Spears la acea vreme, Justin Timberlake, „a spus că s-a simțit ofensat de scenele de sărut cu modelul francez”, potrivit lui Jennifer Vineyard de la MTV. Mama lui Spears, Lynne, a criticat, de asemenea, versiunea originală a videoclipului datorită unor cadre indecente, conținând scene sexuale explicite. Părți din videoclip au fost editate înainte de lansarea propriu-zisă a acestuia.
Videoclipul muzical a debutat pe locul unu în emisiunea TRL de pe canalul MTV la 2 martie 2001. Videoclipul începe cu Spears și iubitul ei, stând într-un hamac. Scene în care acesta o îmbrățișează lângă un foc sunt, de asemenea, prezentate. Deopotrivă, o putem vedea pe solistă și iubitul ei într-o scenă de dragoste. În interiorul unei cabane tiki, Spears exclamă cuvintele pe care dorea ca iubitul ei să le știe. În cealaltă jumătate a videoclipului, aceasta este prezentată stând într-un copac, în timp ce partenerul ajunge la ea. Sunt incluse, de asemenea, scene în care interpreta fuge pe plajă, iar iubitul ei o urmărește. Cântăreața a purtat doar un bikini top și o pereche de pantaloni scurți pe tot parcursul videoclipului. Clipul a fost considerat de Spears drept „cel mai amuzant video pe care l-am făcut vreodată”. O altă variantă a videoclipului poate fi găsită pe DVD-ul primului ei album de compilații, Greatest Hits: My Prerogative.

## Interpretări live

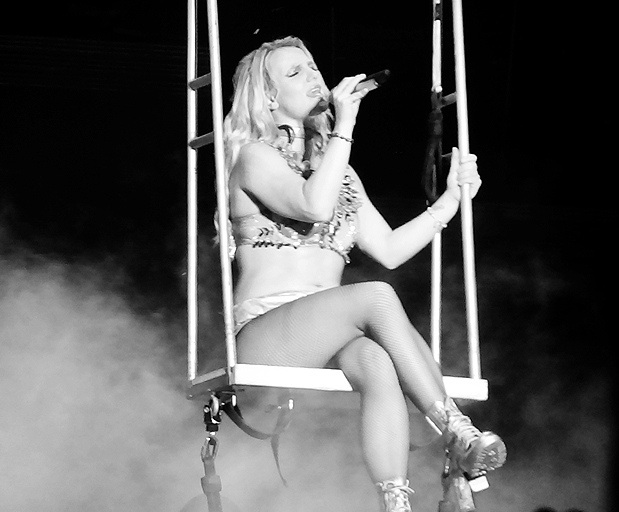
Spears interpretând „Don't Let Me Be the Last to Know” în timpul turneului Femme Fatale Tour în 2011.

Prima interpretare a piesei „Don't Let Me Be the Last to Know” a fost pe 8 martie 2008, într-un concert din cadrul turneului Crazy 2k Tour organizat în Pensacola, Florida. Spears a apărut pe scenă stând pe un covor magic și zburând peste public, în timp ce cânta piesa. După lansarea celui de-al doilea album de studio, Oops!... I Did It Again, Spears a interpretat cântecul la emisiunile TRL, Saturday Night Live și The View. Aceasta a cântat piesa, de asemenea, și în turneul din 2000, Oops!... I Did It Again World Tour. După interpretarea piesei „Sometimes”, cântăreața s-a urcat pe scări și a vorbit pe scurt publicului înainte de a începe interpretarea cântecului, purtând o rochie lungă și albă cu pene de boa. „Don't Let Me Be the Last to Know” a fost cântat, de asemenea, și în turneul din 2001, Dream Within a Dream Tour. Interpretarea piesei a constat în solistă, cântând pe o platformă înaltă, purtând o rochie de seară, zăpadă artificială căzând din tavan, cu doi dintre dintre dansatorii ei interpretând coregrafia.
Aproape 10 ani mai târziu, „Don't Let Me Be the Last to Know” a fost interpretat în turneul Femme Fatale Tour din anul 2011. Interpretarea piesei a constat în Spears, stând pe un leagăn și cântând piesa în timp ce un dansator dansează sub ea iar, la un moment dat, acesta își atașează picioarele de leagăn în timp ce este în aer. Shirley Halperin de la The Hollywood Reporter a numit această interpretare una dintre cele mai bune din spectacol, împreună cu cele ale pieselor „Piece of Me” și „3”, afirmând că „destul de ironic, [acestea] erau cele cu cele mai puține zorzoane”. Într-o recenzie a turneului pentru canalul Epix, Jocelyn Vena de la MTV și-a rezumat gândurile cu privire la spectacol, spunând că „E destul de rar zilele astea să o vezi pe Britney Spears arătându-și latura ei delicată”.

## Ordinea pieselor pe disc și formate
| - CD single distribuit în Europa 1. „Don't Let Me Be the Last to Know” (Versiunea de pe album) — 3:50 2. „Don't Let Me Be the Last to Know” (Hex Hector Radio Mix) — 4:01 - CD maxi single distribuit în Europa 1. „Don't Let Me Be the Last to Know” (Versiunea de pe album) — 3:50 2. „Don't Let Me Be the Last to Know” (Hex Hector Radio Mix) — 4:01 3. „Don't Let Me Be the Last to Know” (Hex Hector Club Mix) — 10:12 4. „Stronger” (MacQuayle Mix Show Edit) — 5:21 5. „Stronger” (Pablo La Rosa's Transformation) — 7:21 - CD maxi single distribuit în Franța 1. „Don't Let Me Be the Last to Know” (Versiunea de pe album) — 3:50 2. „Don't Let Me Be the Last to Know” (Hex Hector Radio Mix) — 4:01 3. „Stronger” (MacQuayle Mix Show Edit) — 5:21 - CD maxi single distribuit în Japonia 1. „Don't Let Me Be the Last to Know” (Versiunea de pe album) — 3:50 2. „Don't Let Me Be the Last to Know” (Hex Hector Radio Mix) — 4:01 3. „Oops!... I Did It Again” (Rodney Jerkins Remix) — 3:07 4. „Lucky” (Jack D. Elliot Radio Mix) — 3:27 5. „Stronger” (Miguel Migs Vocal Edit) — 3:42 6. „Oops!... I Did It Again” (Ospina's Deep Edit) — 3:24 7. „Oops!... I Did It Again” (Instrumental) — 3:29 | - CD maxi single/casetă audio distribuite în Regatul Unit 1. „Don't Let Me Be the Last to Know” (Versiunea de pe album) — 3:50 2. „Don't Let Me Be the Last to Know” (Hex Hector Radio Mix) — 4:01 3. „Don't Let Me Be the Last to Know” (Hex Hector Club Mix) — 10:12 - CD maxi single versiune limitată distribuită în Regatul Unit 1. „Don't Let Me Be the Last to Know” (Versiunea de pe album)) — 3:50 2. „Oops!... I Did It Again” (Riprock 'n' Alex G. Oops! We Remixed It Again!) [Radio Mix] — 3:54 3. „Stronger” (MacQuayle Mix Show Edit) — 5:21 4. „Don't Let Me Be the Last to Know” (Enhanced Video) — 3:57 - Disc de gramofon 12" 1. „Don't Let Me Be the Last to Know” (Hex Hector Club Mix) — 10:12 2. „Don't Let Me Be the Last to Know” (Hex Hector Dub) — 8:00 3. „Don't Let Me Be the Last to Know” (Thunderpuss Club Mix) — 10:02 4. „Don't Let Me Be the Last to Know” (Thunderpuss Dub) — 9:04 5. „Don't Let Me Be the Last to Know” (Azza Remix) — 3:49 |

## Acreditări și personal
Persoanele care au lucrat la acest cântec sunt preluate de pe broșura albumului Oops!... I Did It Again.
Tehnic
- Înregistrat la castelul lui Mutt Lange și Shania Twain în La-Tour-de Peilz, Elveția.
- Mixat de Nigel Green pentru Out Of Pocket Productions, Ltd.

Personal| - Britney Spears – voce principală - Robert Lange – textier, producător - Shania Twain – textier - Keith Scott – textier - Kevin Churko – programare | - Cory Churko – programare - Richard Meyer – programare - Michel Gallone – asistent înregistrare, inginer de sunet - Chris Trevett – inginer vocal - Paul Oliveira – asistent inginer vocal |

## Prezența în clasamente
| Țară (clasament)                    | Poziția maximă | Referință |
| ----------------------------------- | -------------- | --------- |
| Austria (Ö3 Austria Top 40)         | 7              | [ 6 ]     |
| Belgia (Ultratop 50 Flandra)        | 13             | [ 45 ]    |
| Belgia (Ultratop 50 Valonia)        | 34             | [ 46 ]    |
| Danemarca (Tracklisten)             | 14             | [ 47 ]    |
| Elveția (Sverigetopplistan)         | 12             | [ 48 ]    |
| Europa (Music & Media)              | 9              | [ 49 ]    |
| Finlanda (Suomen virallinen lista)  | 17             | [ 50 ]    |
| Franța (SNEP)                       | 27             | [ 51 ]    |
| Germania (GfK Entertainment Charts) | 12             | [ 52 ]    |
| Finlanda (Suomen virallinen lista)  | 8              | [ 53 ]    |
| Germania (GfK Entertainment Charts) | 25             | [ 54 ]    |
| Irlanda (IRMA)                      | 12             | [ 55 ]    |
| Italia (FIMA)                       | 22             | [ 56 ]    |
| Japonia (Oricon)                    | 27             | [ 57 ]    |
| Norvegia (VG-lista)                 | 20             | [ 58 ]    |
| Olanda (Single Top 100)             | 21             | [ 59 ]    |
| Polonia (Polish Airplay Chart)      | 6              | [ 60 ]    |
| Regatul Unit (UK Singles Chart)     | 12             | [ 22 ]    |
| România (Romanian Top 100)          | 1              | [ 23 ]    |
| Suedia (Sverigetopplistan)          | 12             | [ 61 ]    |

| Țară (clasament)                       | Poziția maximă | Referință |
| -------------------------------------- | -------------- | --------- |
| Austria (Ö3 Austria Top 40)            | 65             | [ 62 ]    |
| Elveția (Schweizer Hitparade)          | 98             | [ 63 ]    |
| Regatul Unit (Official Charts Company) | 191            | [ 64 ]    |
| România (Romanian Top 100)             | 3              | [ 23 ]    |
| Suedia (Sverigetopplistan)             | 78             | [ 65 ]    |

## Certificări
| \| Țara \| Vânzări/ puncte \| Certificare \| Referințe \| \| -------------------------- \| --------------- \| ----------- \| --------- \| \| Belgia (BEA) \| +25.000 \| \| [66] \| \| Danemarca (IFPI Danemarca) \| +5.000 \| \| [67] \| | Note - reprezintă „disc de aur”. |             |           |
| Țara | Vânzări/ puncte                  | Certificare | Referințe |
| Belgia (BEA) | +25.000                          |             | [ 66 ]    |
| Danemarca (IFPI Danemarca) | +5.000                           |             | [ 67 ]    |

## Datele lansărilor
| Țară                       | Dată           | Format         | Casă de discuri |
| -------------------------- | -------------- | -------------- | --------------- |
| Franța                     | 5 martie 2001  | CD single      | Bertelsmann     |
| Austria                    | 12 martie 2001 | CD single      | Bertelsmann     |
| Germania                   | 12 martie 2001 | CD single      | Bertelsmann     |
| Elveția                    | 12 martie 2001 | CD single      | Bertelsmann     |
| Regatul Unit               | 26 martie 2001 | CD single      | Bertelsmann     |
| Statele Unite ale Americii | 2 aprilie 2001 | Difuzare radio | JIVE            |
| Japonia                    | 4 aprilie 2001 | CD single      | Sony            |